# Скат (туманность)

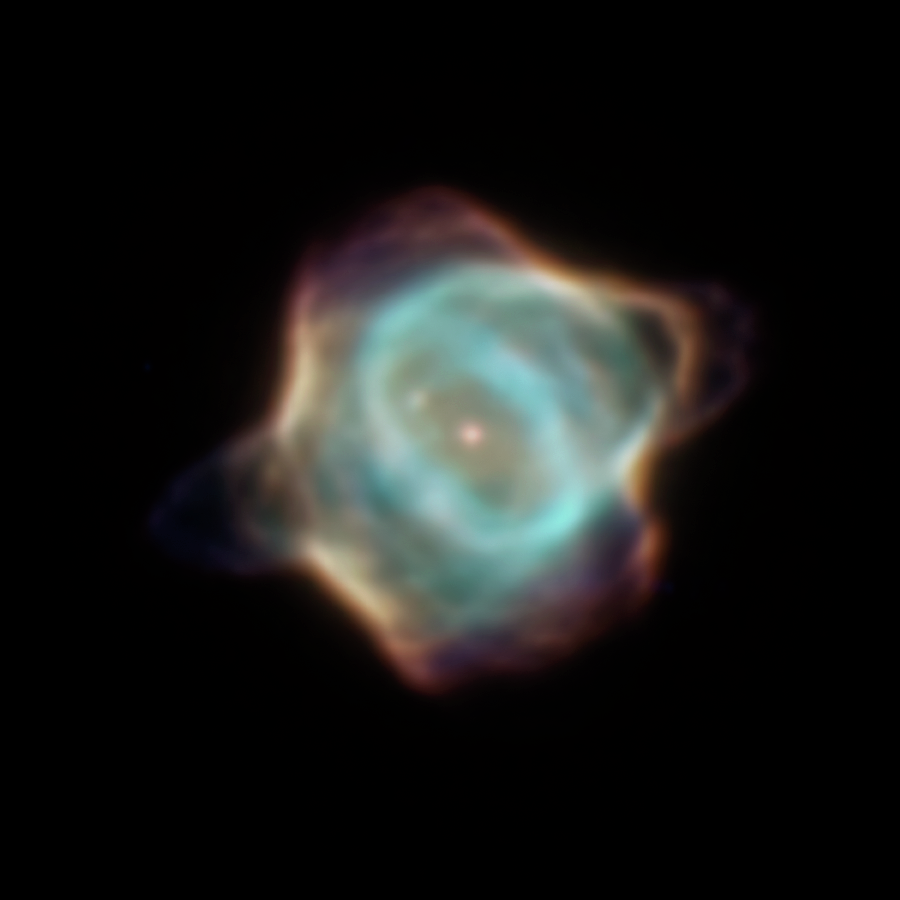
Фотография сделанная в 1996 году

Фотография телескопа Хаббл в 1998 году

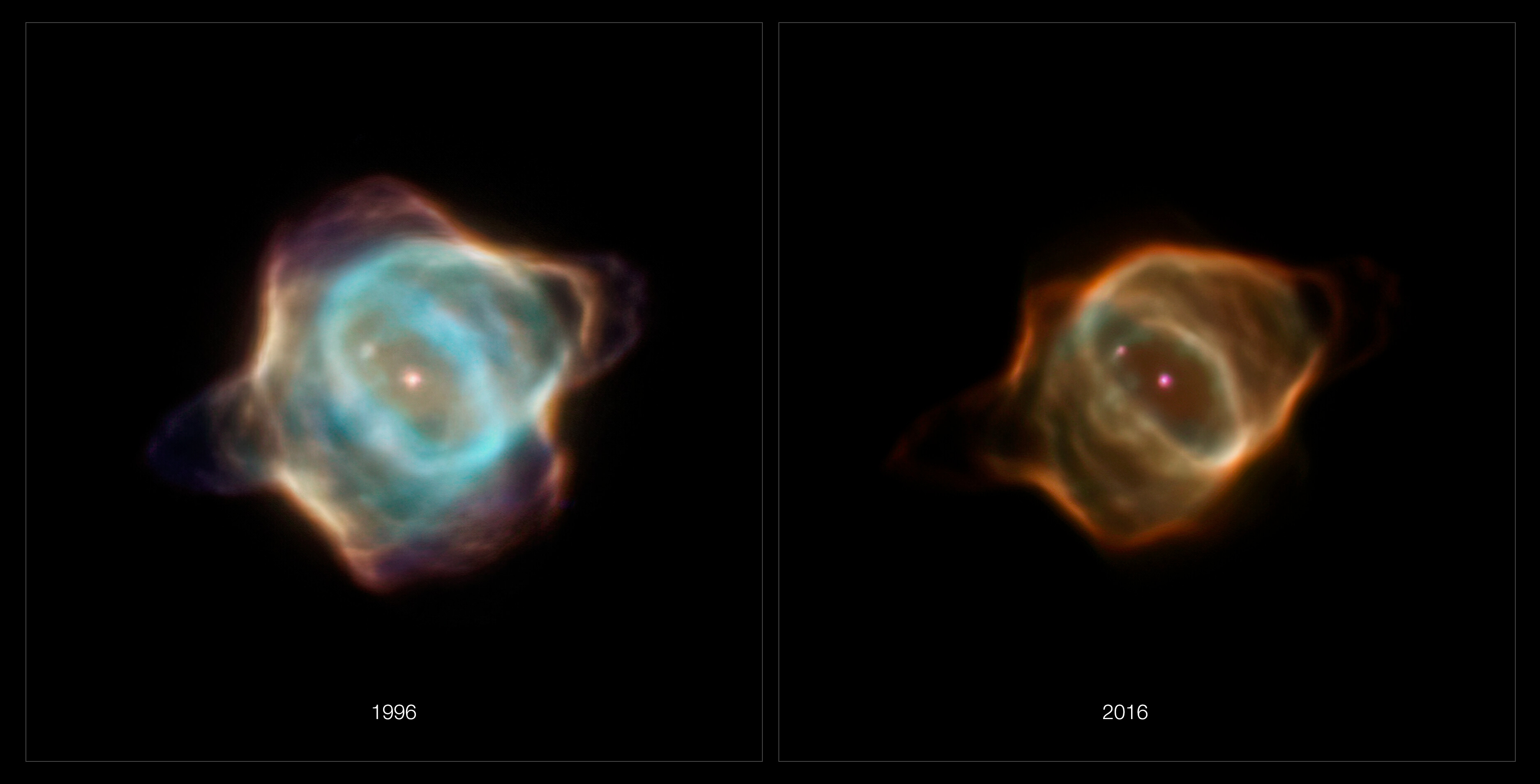
На двух изображениях, сделанных в 1996 и 2016 годах, видно, как туманность тускнеет и меняет форму.

Туманность Скат (Henize 1357) — самая молодая из известных планетарных туманностей. Она находится в созвездии Жертвенника. Возможность наблюдения этой туманности предоставилась только в последние 25 лет, так как только в это время произошёл достаточный нагрев для свечения газа.
Карл Гордон Хенайз отнёс туманность к типу A или B по спектральной линии Hα.[уточнить] В 1971 году на этом месте были обнаружены последствия взрыва сверхгиганта класса B1. Сама планетарная туманность была замечена в 1989 году спутником IUE. В 1995 году было обнаружено, что центральная звезда SAO 244567 превращается в белый карлик. На полученном в 1996 году снимке стало заметно, что у неё имеется компаньон; наличие двойной звезды объясняет сложную структуру туманности. В январе 2021 года НАСА обнаружило, что туманность тускнеет с 1990-х годов, когда она достигла своего пика яркости. Ранее фотоионизированные положительные ионы туманности рекомбинировали с электронами. В заявлении НАСА член команды Мартин А. Герреро из Института астрофизики Андалусии в Гранаде, Испания, сказал: "Это очень, очень драматично и очень странно. То, что мы наблюдаем, - это эволюция туманности в реальном времени. С течением лет мы видим изменения в туманности. Мы не видели этого раньше с такой ясностью, как при таком просмотре ".